# Das brandneue Testament
Das brandneue Testament (Originaltitel: Le tout nouveau Testament) ist eine Komödie des belgischen Regisseurs Jaco Van Dormael. Der Film mit Benoît Poelvoorde in der Hauptrolle handelt von Gott, der mit seiner Familie in Brüssel lebt.
Die belgisch-französisch-luxemburgische Koproduktion hatte ihre Premiere am 17. Mai 2015 bei den Filmfestspielen von Cannes. In Deutschland eröffnete der Film am 1. Oktober das Filmfest Hamburg. Der deutsche Kinostart war am 3. Dezember 2015. Der Film ist die belgische Einsendung für die Oscarverleihung 2016 in der Kategorie Bester Fremdsprachiger Film, wurde jedoch nicht nominiert.

## Handlung
Gott existiert und lebt mit seiner Frau und seiner zehnjährigen Tochter Éa in Brüssel in einer Hochhauswohnung, die keinen Ein- oder Ausgang besitzt. Er ist ein cholerischer und sadistischer Gott, der seine Familie tyrannisiert und seinen verstorbenen Sohn Jesus für ein Weichei hält. Er hat seine Freude daran, den Menschen das Leben mit absurden Geboten zu erschweren, und manipuliert ihr Schicksal über ein Computerprogramm. Sein Büro, in dem sein PC steht, ist für die Familie absolut tabu. Als sich seine Tochter dennoch einmal hineinschleicht, verprügelt er sie.
Daraufhin beschließt Éa, gegen ihren Vater aufzubegehren. Sie schickt jedem Erdenbürger eine Nachricht mit seinem persönlichen Sterbedatum; anschließend lässt sie den Rechner abstürzen. Bei ihrem Bruder, der als kleine Figur auf dem Küchenschrank steht, holt sie sich Rat: Sie soll vor dem Vater fliehen und draußen sechs weitere Apostel finden. Dazu kriecht sie in die Trommel der Waschmaschine und durch einen anschließenden Geheimgang, der in die Freiheit führt. Sie war noch nie außerhalb der elterlichen Wohnung und findet Hilfe bei einem Stadtstreicher, der für sie das „Brandneue Testament“ – also ihr Handeln und Tun – aufschreiben soll. 
Durch die Bekanntgabe jedes einzelnen Sterbedatums verändern sich die Menschen. Viele erfüllen sich ihre sehnlichsten Wünsche, kriegerische Auseinandersetzungen werden weltweit eingestellt. Die Menschen haben keine Angst mehr. So hat Gott mit einem Mal keine Macht mehr über sie. Er ist entsetzt und außer sich vor Wut, denn er kann seinen Computer nicht mehr gebrauchen. Um seine Tochter einzufangen, folgt er ihr durch den Geheimgang, der in einem Waschsalon endet. Doch er findet sich in der Realität nicht zurecht und gerät aufgrund seines herrischen Charakters und seiner rüden Art mit jedermann aneinander. Als er feststellen muss, dass der Geheimgang zurück in seine Wohnung verschwunden ist, sucht er Zuflucht in einer Kirche. Als er dem Priester gegenüber seine wahre Identität enthüllt, glaubt der ihm nicht, steht doch seine Vorstellung vom Allmächtigen in krassem Gegensatz zu dessen Auftreten und der äußeren Erscheinung in abgetragenem Bademantel und Hausschuhen. Schließlich wird Gott verhaftet und soll als vermeintlich illegaler Immigrant nach Usbekistan abgeschoben werden. 
Éa hat inzwischen sechs Apostel gefunden und auf ihrer Suche viel über die Menschen, ihre Träume und ihr Leben erfahren. An der Küste stößt die kleine Gruppe auf viele andere Menschen, die sich für ihre letzten Stunden dort versammelt haben. Ein Großraumflugzeug, in dem zufällig auch Gott in Begleitung einer Polizeieskorte sitzt, droht am Strand abzustürzen und alle Menschen dort zu töten.
In der Zwischenzeit hat Gottes Frau, die in der Abwesenheit ihres Mannes aufgeblüht ist, aus Versehen den Rechner neu gestartet und Zugang zum EDV-Programm gefunden. Sie widerruft alle Sterbedaten, woraufhin das Flugzeug wieder an Höhe gewinnt und die Menschen weiterleben.
Schließlich entwickelt sich das „Brandneue Testament“ zu einem Bestseller. Gott ist in der Zwischenzeit in Usbekistan angekommen und sucht verzweifelt und ohne Erfolg eine Waschmaschine, die ihm die Rückkehr in seine Wohnung ermöglicht.

## Hintergrund
Eine konkrete Vorstellung von Adam und Eva, die vor dem Sündenfall in Flandern gelebt haben und dort mit Gott auf Niederländisch sprachen, geht bereits zurück auf die im 16. Jahrhundert veröffentlichten Bücher des Humanisten Johannes Goropius Becanus. Obwohl diese Bücher auf Latein geschrieben sind und weder nachgedruckt noch übersetzt worden sind, gehört diese anekdotische Information in Belgien zum Allgemeinwissen.

## Kritiken
Die Filmzeitschrift Cinema attestiert der „wahrhaft göttliche[n] Komödie“ „irrwitzige Ideen […] und surreale Details“ und bezeichnet sie als „hintersinnig und skurril, respektlos und originell“. Dem Regisseur sei „ein himmlisches Vergnügen“ gelungen. Als „amüsant und skurril“ beschreibt die Süddeutsche Zeitung den Film. Beatrice Behn spricht in ihrer Festivalkritik zu Cannes 2015 auf kino-zeit.de von „Quatsch in allerbester Qualität“ und schreibt, Van Dormael habe sein Werk „mit viel Humor und Monty-Python-Surrealismus“ zu einem „hochgradig erratischen, stets leicht manisch daherkommenden Gesamtkunstwerk“ montiert.

## Auszeichnungen (Auswahl)
Auf dem Austin Fantastic Fest gewann der Film in der Kategorie Beste Komödie. Er gewann den European Audience Award und den Guerrilla Award beim Biografilm Festival. Beim Filmfest Hamburg war er für den Art Cinema Award nominiert und beim Europäischen Filmpreis 2015 in der Kategorie Beste europäische Komödie nominiert. Dort gewann Sylvie Olivé den Preis für das beste Szenenbild.